# Vitusella fijiensis
Vitusella fijiensis (лат.) — вид жуков, максимальный размер которых не превышает 1 мм — всего лишь 310 мкм, что делает его одним из мельчайших непаразитических насекомых и одним из мельчайших многоклеточных животных.
Тело удлиненно-овальной формы и красновато-коричневого цвета. Голова широкая. Антенны состоят из 10 сегментов. Скульптура покровов тела грубая, покрыта щетинками. Надкрылья суженные сзади, их скульптура представлена пунктировкой.
Вид известен только из типовой местности: Вити-Леву, Nandaivatu, высота 1100 метров над уровнем моря (Фиджи). Является единственный известным представителем рода Vitusella из трибы Nanosellini семейства перокрылок. Миниатюризацию этого и ряда других видов насекомых учёные считают эволюционным приспособлением.